# Quarantasei (film)
Quarantasei è un film del 2007 diretto da Marco Belotti (regista), Marco Murari, Gigi Badiolio.
Si tratta di uno pseudo-film d'animazione, dal momento che non sono presenti personaggi animati, ma una cinepresa riprende le vignette originali realizzate da Milo Manara nell'omonimo fumetto realizzato insieme a Valentino Rossi. Le figure sono arricchite da effetti speciali video e da una colonna sonora comprendente anche suoni registrati durante le prove ufficiali di MotoGP 2006 presso il circuito del Mugello.
Il cast di doppiaggio è formato per lo più da doppiatori improvvisati come Valentino Rossi, Luciana Littizzetto, Milo Manara, Lucio Dalla ed altri, affiancati da veterane del mestiere come Loredana Nicosia, Debora Magnaghi e Benedetta Ponticelli.

## Trama
Valentino Rossi è un famoso pilota di MotoGP, sempre affiancato dal suo fedele cane Guido e consigliato dalla dolce fidanzata Linda. Il giorno prima delle prove però una ragazza gli porta via il suo ciondolo portafortuna, dicendogli però che glielo restituirà l'indomani visto che lei è la sua ragazza-ombrello. Mentre fa il bagno, si accorge che nello specchio invece del suo riflesso c'è Jim Morrison, che lo porta in un mondo fantastico popolato da creature angeliche.
Il giorno delle prove però invece della biondina c'è Vibora a fare da ragazza-ombrello; mentre Valentino indossa il casco, quest'ultima manomette uno dei freni. Durante le prove Valentino va fuori strada e perciò dovrà partire ultimo il giorno della gara. Il cane Guido però ha notato le manomissioni della donna e scopre anche che si tratta di una giornalista di un network televisivo; cerca di avvisare il pilota, ma in quel momento lui sta parlando con Vibora stessa, che mostrandogli le sue grazie, lo convince a fare l'amore con lei. Fortunatamente interviene Guido che morde Valentino e scappa via, costringendo il ragazzo ad inseguirlo. Vibora allora adirata, insieme al suo complice, decide di tornare al quartier generale a Londra, portando come ostaggio la vera ragazza-ombrello.
Nel frattempo Valentino insegue con la moto Guido e nel deserto incontra Steve McQueen, uno dei suoi miti; poi si accorge che nel furgoncino appena passato davanti a lui c'è la ragazza che gli ha preso il ciondolo. Insegue il furgoncino e si ritrova in una pista d'atterraggio: le persone che inseguiva sono andate a Londra. Valentino vi si reca insieme a Guido, ma anche Linda li ha seguiti. La ragazza e Guido trovano la sede del network ed assistono a una scena: Vibora spiega alla ragazza-ombrello che lei e il suo gruppo stanno creando geneticamente degli atleti perfetti per prendere il controllo del mondo sportivo, ma hanno bisogno del DNA di Valentino per creare il motociclista ideale; quindi il compito della ragazza sarà quello di ottenere il DNA di Rossi andandoci a letto. Linda assiste tutto questo però, si fa scoprire, viene catturata e sta per essere tramutata in un'atleta perfetta. Arrivano Valentino e la polizia che sgominano i cattivi e liberano le ragazze, mentre Vibora e il suo collega fuggono. Valentino va all'aeroporto per tornare in Italia e partecipare alla gara, ma il suo aereo è controllato da Vibora. Armandosi del suo coraggio e dei consigli di Steve McQueen, riesce ad atterrare sano e salvo su una pista d'emergenza. Lì vicino c'è la casa di Enzo Ferrari, che parla con Valentino attraverso una foto e gli dice di stare tranquillo, di riposarsi e pensare solo alla gara. Il giorno dopo Valentino supera tutte le difficoltà e vince. La sera sono presenti tutti i suoi amici (tra cui Vasco Rossi, The Blues Brothers, Lucio Dalla, Russell Crowe e il suo manager Gibo Badioli) per festeggiare, ma lui e Linda vanno in spiaggia. Linda si spoglia ed entra in acqua, Valentino la segue e nota che è cinta in vita dal suo ciondolo portafortuna.